# Artapanos
Artapanos (Ἀρτάπανος) – żydowski historyk piszący w języku greckim, tworzący w hellenistycznej Aleksandrii.
Żył przypuszczalnie na przełomie III i II wieku p.n.e. Był autorem niezachowanego do czasów współczesnych dzieła historycznego, z którego przetrwały trzy fragmenty, przytoczone przez Euzebiusza z Cezarei w formie cytatów zaczerpniętych z prac Aleksandra Polihistora. Dzieło Artapanosa miało cechy romansu luźno opartego na Pięcioksięgu, z licznymi zniekształceniami przytoczonych tam historii, autorskimi wstawkami czy nawet elementami synkretyzmu. Najobszerniejszy z zachowanych fragmentów dotyczy Mojżesza, utożsamionego przez autora z greckim Muzajosem i przedstawionego jako heros kulturowy, który wprowadził w Egipcie liczne udogodnienia techniczne i reformy administracyjne, opracował pismo hieroglificzne i ustanowił kult świętych zwierząt, a po śmierci miał zostać ubóstwiony pod imieniem Hermesa.